# Cassius Clay VDV Z
Cassius Clay VDV Z (né le 7 mai 2010) est un étalon de saut d'obstacles gris, inscrit au stud-book Zangersheide, monté par le cavalier français Roger-Yves Bost. 

## Histoire
Il naît le 7 mai 2010 chez l’éleveur néerlandais George van der Velden, qui le baptise ainsi en hommage à Cassius Clay, célèbre boxeur américain.
Il est monté jeune cheval par le Néerlandais Bas Knijff, qui participe avec lui au championnat du monde des chevaux d'obstacle de six ans, en 2016 à Lanaken.
En 2018 et 2019, monté par Rob Heyligers, il remporte cinq Grands Prix CSI2* et le Grand Prix des Sires of the World de 2019 à Lanaken,. Il remporte cette épreuve en signant le premier double sans-faute.
En décembre 2019, il est confié au cavalier français Roger-Yves Bost. En avril 2023, le couple remporte sa première victoire au CSI4* de Fontainebleau, après un barrage très serré,.

## Description
Cassius Clay VDV Z est un étalon de robe grise, inscrit au stud-book Zangersheide. Il toise 1,71 m. Son modèle est décrit comme « costaud » et « puissant ».
Il compte 35,95 % d'origines Pur-sang.
Roger-Yves Bost compare sa manière de sauter à celle de Pégase du Mûrier.

## Palmarès
- 2016 : 34e du championnat du monde des jeunes chevaux de 6 ans de 2016, à Lanaken[1].

## Origines
Cassius Clay VDV Z est un fils de l'étalon Holsteiner Calvino Z et de la jument Kaira, par Wolfgang.